# لوید ایلدبران
لوید ایلدبران (فرانسوی: Lloyd Hildebrand‎; ۲۵ دسامبر ۱۸۷۰ – ۱ آوریل ۱۹۲۴) دوچرخه‌سوار اهل فرانسه بود.